# ویکین تیئدپویستو
ویکینْ تیئِدِپویْسْتو (به فنلاندی: Viikin tiedepuisto ) یک منطقهٔ مسکونی در فنلاند است که در هلسینکی واقع شده‌است. ویکین تیئدپویستو ۸٫۰۵ کیلومتر مربع مساحت و ۵٬۴۹۴ نفر جمعیت دارد.